# Distaplia capensis
Distaplia capensis is een zakpijpensoort uit de familie van de Holozoidae. De wetenschappelijke naam van de soort is voor het eerst geldig gepubliceerd in 1934 door Michaelsen.